# Злотополе (Куявсько-Поморське воєводство)
Злотополе (пол. Złotopole, нім. Güldenacker) — село в Польщі, у гміні Ліпно Ліпновського повіту Куявсько-Поморського воєводства.
Населення — 468 осіб (2011).
У 1975-1998 роках село належало до Влоцлавського воєводства.

## Демографія
Демографічна структура станом на 31 березня 2011 року:
|          | Загалом | Допрацездатний вік | Працездатний вік | Постпрацездатний вік |
| -------- | ------- | ------------------ | ---------------- | -------------------- |
| Чоловіки | 229     | 52                 | 161              | 16                   |
| Жінки    | 239     | 55                 | 142              | 42                   |
| Разом    | 468     | 107                | 303              | 58                   |